# 宇和川村
宇和川村（うわがわむら）は、愛媛県喜多郡にあった村。現在の大洲市の南東部、肱川と小田川の合流点の上流にあたる。

## 地理
- 山岳 ： 大迫山、京の森、愛の森
- 河川 ： 肱川、小田川、小薮川

## 歴史
- 1889年（明治22年）12月15日 - 町村制の施行により、名荷谷村・中居谷村および宇和川村の大部分の区域をもって発足。
- 1943年（昭和18年）4月29日 - 河辺村・大谷村と合併して肱川村が発足。同日宇和川村廃止。

## 人口
1910年の戸数・人口は570・2616。

## 経済

### 産業
農業
『大日本篤農家名鑑』によれば、宇和川村の篤農家は「福山安逸」のみである。
企業
- 合資会社谷本商店[3] - 本店又は主な事務所所在地・宇和川村大字名荷谷。主な業務・酒類販売業[3]。代表者・谷本猪三郎[3][4]。谷本猪三郎の父清太郎（1877年 - ?、酒造業）は1915年3月、村会議員に当選[4]。1921年より豫州醸造取締役に就任[4]。

## 地域

### 健康
医師
- 上岡五郎（1888年 - ?、歯科医）[4][5]
- 河内壽愛（歯科医）[4]
- 鎌田満作[6] - 京都醫校の出であり、推されて村長となる[6]。
- 山田庄太郎（1893年 - ?）[4][5]

### 相談
- 久保首令（1867年 - ?、司法代書人、政治家）[4] - 1908年1月、村会議員となる[4]。

### 施設
宗教
- 三島神社 - 和気八隈（1851年 - ?、神職）は三島宮神主である[4]。

## 名所
- 小薮温泉 - 県下でも名の知られた名湯である。小薮温泉本館は登録有形文化財である。福山安逸[2]は元村長で、小藪鉱泉の経営者である[6]。

## 出身・ゆかりのある人物
- 沖田荒吉（1874年 - ?、政治家） - 宮本猪之吉の兄[4]。1906年11月、村会議員となる[4]。1907年10月、郡会議員となる[4]。
- 金田長三郎（1878年 - ?、農業、政治家）[4] - 1918年1月、村会議員となる[4]。
- 黒田隆男（1887年 - ?、農業兼雑貨商、政治家）[4] - 1916年4月、中居谷区長となる[4]。1920年1月、村会議員となる[4]。
- 櫻田要（1895年 - ?、農業）[4] - 源七の男[4]。
- 櫻田勘十郎（1889年 - ?、農業、政治家）[4] - 1916年、宇和川村衛生組合長となる[4]。1922年、宇和川村会議員となる[4]。
- 永田茂三郎（1883年 - ?、農業、政治家）[4] - 1908年、中居谷区長となる[4]。1914年1月、村会議員に当選[4]。
- 宮本猪之吉（1876年 - ?、農業）[4] - 村収入役、村農会長、農事督励委員を歴任[4]。